# Psychomorpha epimenis
Psychomorpha epimenis är en fjärilsart som beskrevs av Dru Drury 1780. Psychomorpha epimenis ingår i släktet Psychomorpha och familjen nattflyn. Inga underarter finns listade.